# Luisa Maria của Napoli và Sicilia
Luisa Maria của Napoli và Sicilia (tên đầy đủ: Luisa Maria Amalia Teresa; 27 tháng 7 năm 1773 – 19 tháng 9 năm 1802) là con gái của Ferdinando I của Hai Sicilie và Maria Karolina của Áo. Thông qua hôn nhân với Ferdinando III xứ Toscana, Luisa Maria trở thành Đại Công tước phu nhân xứ Toscana.